# Alfred W. Benson
Alfred W. Benson (Chautauqua megye, 1843. július 15. – Topeka, 1916. január 1.) az Amerikai Egyesült Államok szenátora (Kansas, 1906–1907).